# Erik Oxe
Erik Andersson Oxe, född 20 september 1596, död 16 september 1672, var en svensk häradshövding, landshövding och militär.

## Biografi
Erik Oxe föddes 1596. Han var son till ryttmästaren Anders Jonsson vid en fänika Västgöta fotfolk och Carin Eriksdotter (Roos af Hjelmsäter). Oxe blev 1624 kapten vid Joh. Hinderssons regemente. Han introducerades jämte brodern Christoffer Oxe 1625 i Sveriges Riddarhus som nummer 73, vilket senare ändrades till 103. Oxe 1629 kvartermästare, 1630 major och 1632 överstelöjtnant. Han blev 1635 överste för ett västgöta regemente till fot och blev 4 juni 1639 slottshauptman på Kalmar slott. Han blev 8 augusti 1648 landshövding i Nylands och Tavastehus län och 15 november 1655 landshövding i Koporie, Jama och Ivangorods län. Han tog avsked 5 maj 1655 och blev 8 juni 1665 häradshövding i Tuna, Norra Möre härad och Stranda härad. Oxe avled 1672 och begravdes 2 augusti 1675 i Lidköpings kyrka.

### Egendom
Oxe ägde Bryne i Järpås socken och Sadeshult i Fagerhults socken, som var hans sätesgård 1647. Han fick 1648 donation på fyra hemman i Kalmar län.

### Familj
Oxe gifte sig första gången med Margareta Lillie af Greger Mattssons ätt (död 1645), dotter av ryttmästaren Peder Knutsson Lillie och Carin Kijl. De fick tillsammans barnen Brita Oxe (död 1683) som var gift med kaptenen Göran Stake, Catharina Oxe (död 1698) som var gift med överstelöjtnanten Göran Silfverhielm, Maria Oxe (död 1685) som var gift med majoren Nils Rosenquist af Åkershult, landshövdingen Harald Oxe (1628–1689), kaptenen Henrik Oxe (1629–1687) och hovjungfrun Margareta Oxe som var gift med landshövdingen, friherre Otto Reinhold Taube af Karlö.
Oxe gifte sig andra gången med Carin Gyllengrip (död 1667), dotter till hovrättsassessorn Anders Gyllengrip och Ebba Soop.